# Джеймс Стін (ватерполіст)
Джеймс Стін (англ. James Steen, 19 листопада 1876 — 25 червня 1949) — американський ватерполіст.
Олімпійський чемпіон 1904 року.